# Martín Funes y Lafiguera

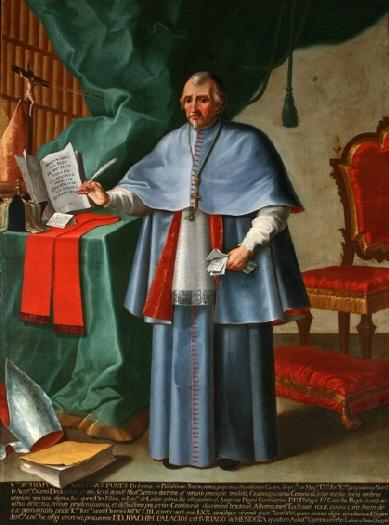
Luis Muñoz Lafuente, Martín Funes y Lafiguera, 1791. Óleo sobre lienzo, 235,5 x 173 cm, Museo de Huesca.

Martín Funes y Lafiguera o la Figuera (Bubierca, 1586-Albarracín, 1654), religioso español, fue confesor de Felipe IV y obispo de Albarracín.

## Biografía
Tras estudiar en el Colegio Imperial y Mayor de Santiago de Huesca alcanzó las cátedras de decretales y de sexto en la universidad oscense, tal como recoge la larga inscripción latina que figura al pie de su retrato pintado con destino al paraninfo de la academia sertoriana. En 1616 fue nombrado provisor y vicario general del arzobispado de Valencia, de donde pasó en 1625 a ocupar una canonjía en la Seo de Zaragoza. Según una leyenda, recogida por Diego José Dormer, tenía costumbre, el tiempo que fue canónigo penitenciario, de pararse cada día a hacer un momento de oración ante el Cristo de la capilla del trascoro catedralicio antes de ir maitines, y en dos ocasiones, el  12 de septiembre de 1631 y el 13 de enero de 1637, sintió que el Cristo le hablaba, interrogándole «¿Y vos que me tenéis aquí, qué hacéis por mi».
En 1644, encontrándose en Aragón con motivo de la campaña de Fraga, que permitió la recuperación de Monzón y Lérida, ocupadas por los franceses, Felipe IV lo tomó por confesor, dándole audiencia en los asuntos de Cataluña, y un año después lo nombró obispo de Albarracín tras haber rechazado, por motivos de salud, el obispado de Alguer. Falleció al frente de su diócesis de Albarracín el 31 de diciembre de 1653. Su corazón fue depositado en la iglesia parroquial de Bubierca, para la que había costeado el actualmente desaparecido retablo mayor, y su cuerpo fue enterrado en la capilla del Crucifijo del convento de dominicos de Calatayud a la espera de su traslado a la capilla del Santo Cristo de la Seo de Zaragoza, donde una estatua de alabastro de tamaño natural lo representa en actitud orante, traslado que se efectuó en 1701.